# Невертон
Не́вертон Ма́ртинс да Си́лва (порт.-браз. Newerton Martins da Silva; род. 3 июня 2005, Палмарис, Пернамбуку) — бразильский футболист, вингер донецкого «Шахтёра».

## Карьера

### «Шахтёр» Донецк

#### Сезон 2023/24
Воспитанник футбольной академии бразильского клуба «Сан-Паулу». Выступал в командах клуба до 17 лет и до 20 лет, где был одним из ключевых игроков. В июле 2023 года перешёл в донецкий «Шахтёр», с которым подписал пятилетний контракт. Дебютировал за клуб 29 июля 2023 года в матче против харьковского «Металлиста 1925», выйдя на замену на 72 минуте. Первый матч в рамках группового этапа Лиги чемпионов УЕФА сыграл 25 октября 2023 года против каталонской «Барселоны», выйдя на поле 63 минуте. Первым результативным действием за клуб отличился 3 ноября 2023 года в матче против киевского «Динамо», отдав голевую передачу. По итогу группового этапа Лиги чемпионов УЕФА вместе с клубом занял итоговое третье место, отправившись в раунд плей-офф Лиги Европы УЕФА. По итогу плей-офф Лиги Европы УЕФА вместе с клубом по сумме матчей уступили французскому клубу «Олимпик Марсель» и завершили еврокубковую компанию. Дебютным забитым голом за клуб отличился 18 апреля 2024 года в матче против луганской «Зари». Вместе с клубом стал обладателем Кубка Украины, где в финале 15 мая 2024 года победили полтавскую «Ворсклу». По итогу сезона вместе с клубом стал победителем чемпионата. На протяжении сезона выступал за клуб в роли игрока замены, отличившись забитым голом и результативной передачей.

#### Сезон 2024/25
Новый сезон начал 11 августа 2024 года с матча против житомирского «Полесья», выйдя на замену на 81 минуте. В сентябре 2024 года вместе с клубом отправился выступать на общий этап Лиги чемпионов УЕФА. Первый матч в рамках еврокубкового турнира сыграл 18 сентября 2024 года против итальянской «Болоньи», выйдя на замену на 35 минуте. Первым в сезоне забитым голом за клуб отличился 23 сентября 2024 года в матче против «Оболони». В январе 2025 года вместе с украинским клубом завершил выступление в Лиге чемпионов УЕФА, завершив общий этап в зоне вылета с турнира. На турнире также успел провести матчи против итальянской «Аталанты», мюнхенской «Баварии» и дортмундской «Боруссии». Своим первым дублем за клуб отличился 3 мая 2025 года в матче против одесского «Черноморца». Вместе с клубом стал обладателем Кубка Украины, где в финале 14 мая 2025 года в серии пенальти победили киевское «Динамо», однако сам остался на скамейке запасных. По итогу сезона вместе с клубом стал бронзовым призёром чемпионата. На протяжении сезона выступал за донецкий клуб преимущественно в роли игрока замены, отличившись 4 забитыми голами и 2 результативными передачами.

#### Сезон 2025/26
В июле 2025 года футболист вместе с донецким клубом отправился на квалификационные матчи Лиги Европы УЕФА. Первый матч в новом сезоне сыграл 10 июля 2025 года против финского клуба «Ильвес», выйдя на замену на 72 минуте, также отличившись своим первым забитым голом.

## Достижения
«Шахтёр» Донецк
- Чемпион Украины: 2023/24
- Бронзовый призёр чемпионата Украины: 2024/25
- Обладатель Кубка Украины (2): 2023/24, 2024/25